# Montigny-le-Tilleul
Montigny-le-Tilleul é um município da Bélgica localizado no distrito de Charleroi, província de Hainaut, região da Valônia.